# Wingo, Kentucky
Wingo är en ort i Graves County i delstaten Kentucky, USA.